# Carl August Dohrn

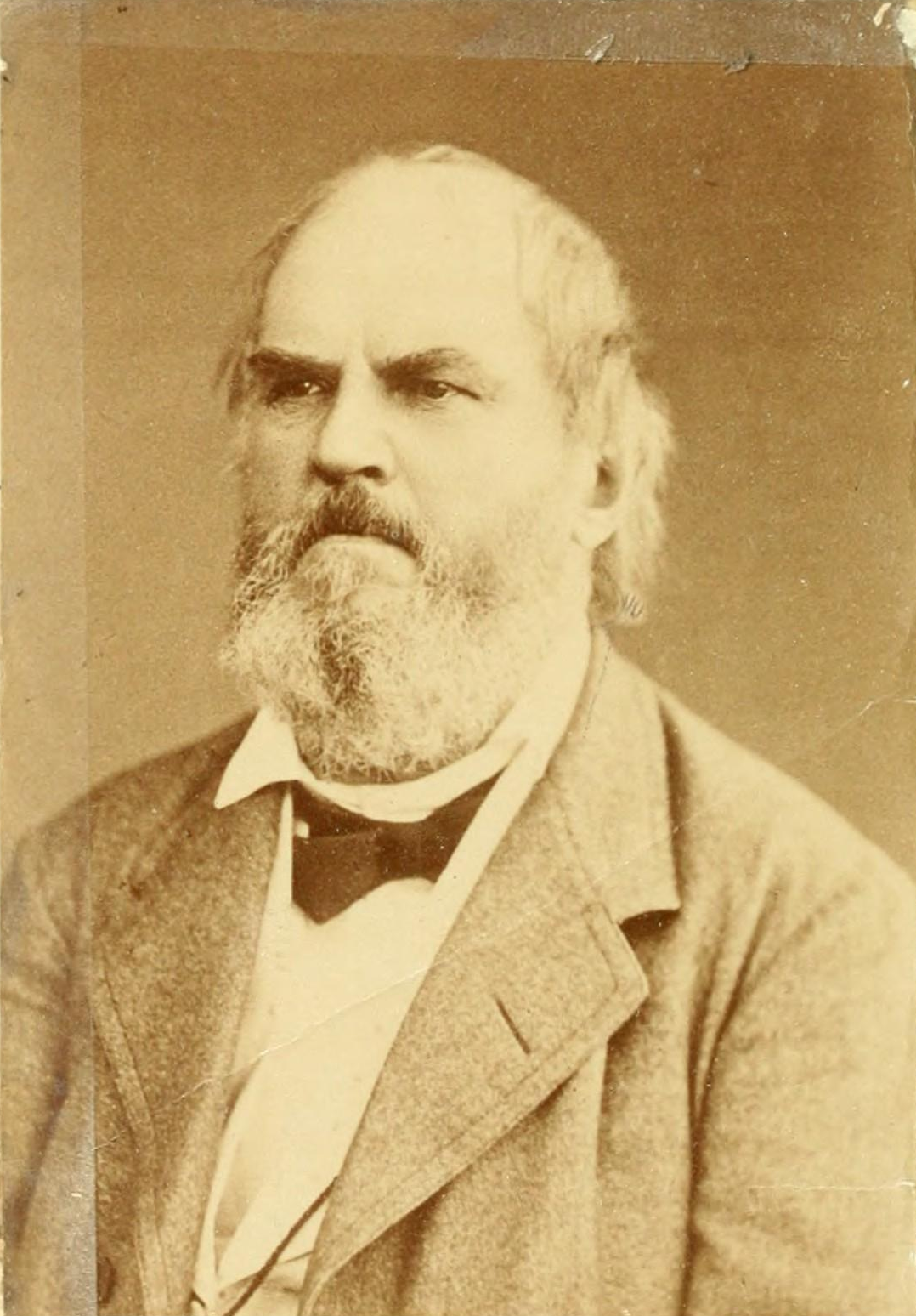
Carl August Dohrn

Carl August Dohrn (* 27. Juni 1806 in Stettin; † 10. Mai 1892 ebenda) war ein deutscher Unternehmer, Entomologe und Politiker.

## Leben
Dohrn war der Sohn des Kaufmanns und Mitbegründers der Pommerschen Provinzial-Zuckersiederei Heinrich Dohrn und dessen Ehefrau Johanna Hüttern. 1821 begann Dohrn mit 15 Jahren an der Friedrich-Wilhelms-Universität zu Berlin Rechtswissenschaften zu studieren. Er brach dieses Studium ab und absolvierte bei Geschäftsfreunden seines Vaters eine kaufmännische Ausbildung. Nach erfolgreicher Beendigung der Lehre unternahm er ab 1831 eine beinahe sechsjährige Reise, welche ihn durch Europa, Nordafrika und Südamerika führte. In dieser Zeit machte er auch längere Praktika bei Zuckerproduzenten in Algerien und Brasilien. 1837 kehrte Dohrn nach Deutschland zurück und ließ sich in seiner Heimatstadt Stettin nieder. Noch im selben Jahr heiratete er in Berlin Adelheid Dietrich, mit der er eine Tochter und die drei Söhne Heinrich Dohrn, Wilhelm Dohrn (* 1839) und Anton Dohrn hatte.
Die ersten Jahre zu Hause beschäftigte sich Dohrn mit verschiedenen Übersetzungen und veröffentlichte in dieser Zeit seine Bearbeitungen spanischer Dramen (4 Bände) und eine Sammlung schwedischer Volkslieder (3 Bände). Daneben baute er seine Käfersammlung aus, deren Grundstock er auf seiner Weltreise gelegt hatte. 1837/38 gründete Dohrn in seiner Vaterstadt den Entomologischen Verein zu Stettin, den ersten und für viele Jahre den einzigen dieser Art in Deutschland. Ab 1843 war Dohrn Präsident des Entomologischen Vereins; als solcher fungierte er auch von 1843 bis 1887 als Herausgeber der Stettiner Entomologischen Zeitung. Ferner war er maßgeblich an der Veröffentlichung der zweiten Zeitschrift des Vereins, der von 1846 bis 1866 in 16 Bänden erschienenen Linnaea entomologica, beteiligt.
Als 1852 sein Vater Heinrich starb, übernahm Dohrn die Leitung der Pommerschen Provinzial-Zuckersiederei, die er bis 1872 ausübte. Auch die von seinem Vater eingerichteten regelmäßigen Hausmusikabende pflegte Dohrn weiter, zu denen immer wieder befreundete Musiker eingeladen wurden. Auch der Komponist Felix Mendelssohn Bartholdy war mehrere Male anwesend; er wurde Pate von Dohrns Sohn Anton.
Dohrns private Büchersammlung wuchs mit den Jahren zu einer sehr bedeutenden entomologischen Fachbibliothek und auch seine Käfersammlung zählte mit 40.000 Arten zu einer der wichtigsten in Europa. Beide kamen noch zu Lebzeiten Dohrns als Schenkung an das Museum in Stettin, wo sie aber während des Zweiten Weltkriegs fast gänzlich zerstört wurden.
Von 1859 bis 1861 vertrat Dohrn seine Vaterstadt Stettin im Preußischen Abgeordnetenhaus. 
Dohrn legte 1872 fast alle seine Ämter nieder und zog sich ins Privatleben zurück. Er starb 20 Jahre später mit fast 86 Jahren.
Seine Tochter Anna (1831–1892) heiratete den Philologen Gustav Wendt (1827–1912). Deren Enkel war der Dirigent und Komponist Wilhelm Furtwängler.

## Ehrungen
- Ehrendoktor der Albertus-Universität Königsberg (1862)
- Wahl in die Deutsche Akademie der Naturforscher Leopoldina (1882)[1]